# Jaime Gilinski Bacal
Jaime Gilinski Bacal (Cali, Valle del Cauca, 14 de diciembre de 1957) es un ingeniero, banquero y empresario colombiano de ascendencia lituana. Es propietario y presidente del Grupo Gilinski, uno de los conglomerados de empresas más grandes de Colombia. Este grupo comprende varias empresas como Publicaciones Semana, Periódico El País, Banco GNB Sudameris (con presencia en Colombia, Paraguay y Perú), Lulo Bank,  Servibanca (red de cajeros automáticos), entre otros.
Según Forbes, en 2025 figura como el segundo hombre más rico de Colombia, detrás de David Vélez (propietario de Nubank). Su patrimonio neto, según la revista especializada, es de 10.700 millones de dólares.

## Biografía

### Educación
Jaime Gilinski obtuvo su licenciatura en ciencias en ingeniería industrial en el Instituto de Tecnología de Georgia en 1978, y una maestría en administración de negocios en la escuela de negocios Harvard en 1980.[cita requerida]

## Donaciones
En la década de 1990, los Gilinski hicieron aportes por cerca de $8 millones de dólares a la Fundación Santa Fe en Bogotá. Esto fue cuando Gilinski era presidente del Banco de Colombia. La Fundación apoya a su vez al Hospital Santa Fe, fundado en 1972.
Gilinski es el presidente de "Proyectos de Capital para la Casa de Jabad" en la Universidad de Harvard. La Casa Jabad en Harvard es una organización conformada por estudiantes judíos que proporciona programación educativa, social y recreativo a los estudiantes y a la facultad. Raquel y Jaime Gilinski patrocinaron la conferencia "¿Qué hay de otros latinos?" que se llevó a cabo en el Centro David Rockefeller para Estudios Latinoamericanos de la Universidad de Harvard.